# Krebbingen

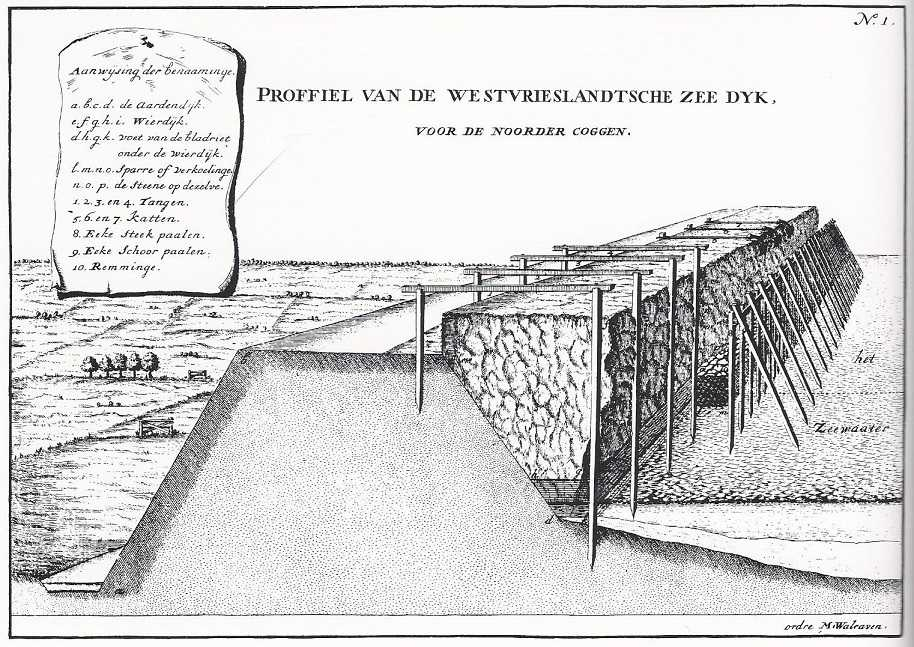
Een Wierdijk met daarvoor de krebbingen

Krebbingen is een term die gebruikt wordt voor de houten palen die op vrij korte afstand voor de wierriem van een wierdijk geplaatst worden. Een wierriem is een dikke laag zeegras, vroeger werd dat zeewier genoemd. De term krebbingen schijnt alleen in West-Friesland gebruikt te zijn. In Vlaanderen noemt men dit kribben  (in noord-Nederlands wordt met kribben een ander soort constructie bedoeld). De palen hadden tot taak om het (heel lichte) zeegras op zijn plaats te houden tijdens golfaanval. Om kantelen van de wierriem tegen te gaan werd aan de teen een dunne laag steen gestort, de krebbingsteen.

## Ontstaan
Het gebruik van zeegras als dijkverdediging is al heel oud, het wordt al in de 14e eeuw vermeld. De eerst bekende vermelding van krebbing stamt uit 1594: "In deeze tydt, was Jelle Adriaanz.  Wynsz. Dykgraaf van de vier Noorder-Coggen, heeft aldereerst bedacht en uytgevonden, tot bescherming van de Zeedyk, zeekere werken buiten aan de Wierdyk, die men Crebbings noemde, en noch alzoo genaamt werden, die noch huiden by de Inwoonders (om haar groote onkosten) zeer wel bekent zyn,  de eerste Crebbingh wierde doe geslagen voor de Spanbroekerdyk bewesten de Twiskerbrug".
In deze zelfde kroniek wordt vanaf pagina 367 uitgebreid de problemen met de wierdijken en de krebbingen besproken.

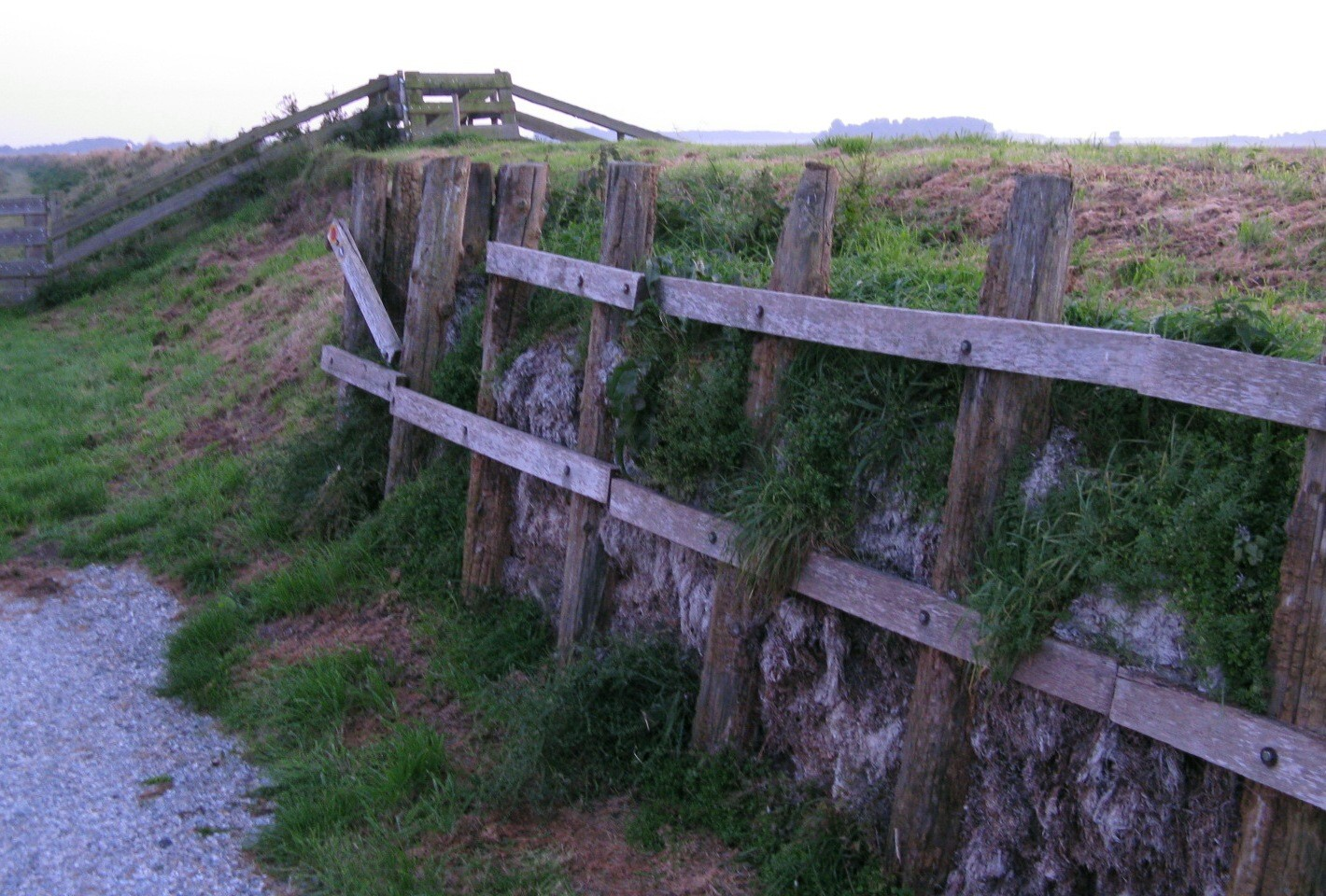
Reconstructie van een wierdijk met krebbingen.

Ook Zacharias l'Epie vermeldt in zijn boek "Onderzoek over de oude en tegenwoordige natuurlyke gesteldheyd van Holland..." van 1734 op blz 184 en 185 de krebbingen. Hij beschrijft de krebbingen als volgt: "Men (heeft) de Wier-riemen voorzien met een ry zware palen, welke Krebbing word genaamt, staande drie of meer voeten van den Wier-dyk in Zee, en die spatie, tot boven gemeen of dagelyks gety, gevult met sparren, en die met deelen getafelt of overdekt, en daar op een genoegsame veelheyd van Kreb- of Krebbing-steenen gelegt. (...) Deze Krebbing, dus toegestelt, dient niet alleen om den slag van't water te breken, en alzoo 't uytslaan of uytkolken van den Wier-dyk zoo veel mogelyk te beletten; maar ook de wier te ondersteunen, en 't overzetten van den zelven, door de zwaarte van de inleggende kreb-stenen, wlke tot een tegen-gewigt ten 't gewicht van de wier verstrekken, voor te komen."

## Opmerking
Volledig houten wanden als zeewering, zoals bijvoorbeeld bij Schokland worden geen krebbingen genoemd.